# Энгелсма, Йохан
Йоаннес (Йохан) Энгелсма (нидерл. Joannes "Johan" Engelsma; 29 января 1942, Амстердам — 11 сентября 1998, Харлем), также известный как Джон Энгелсма (нидерл. John Engelsma) — нидерландский футболист, игравший на позиции центрального нападающего.
Начинал карьеру в амстердамском «Аяксе», играл также за команды «Алкмар ’54», РКХ, «Де Волевейккерс», «Велокс» и ЭДО. Провёл пять матчей за юношескую сборную Нидерландов, участник двух чемпионатов Европы среди юниоров.

## Клубная карьера
Йохан Энгелсма начинал футбольную карьеру в амстердамском «Аяксе», в составе которого впервые сыграл в возрасте 17 лет и 78 дней. Дебютировал 18 апреля 1959 года в матче второго раунда Кубка Нидерландов против любительского клуба «Ватерграфсмер». В первой же игре нападающий забил гол, принёсший его команде победу со счётом 2:1. В следующем сезоне Йохан выступал за резервную команду «Аякс 2».
В июне 1960 года заключил контракт с клубом «Алкмар ’54» из Алкмара. Позже к команде присоединились ещё двое резервистов «Аякса» — Джон Фернхаут и Андрис ван Логгем. В новой команде Йохан впервые вышел на поле 14 августа в кубковой игре с ЗФК. Встреча завершилась со счетом 3:2 в пользу хозяев, в составе которых дублем отличился Ян Виссер и один раз Энгелсма.

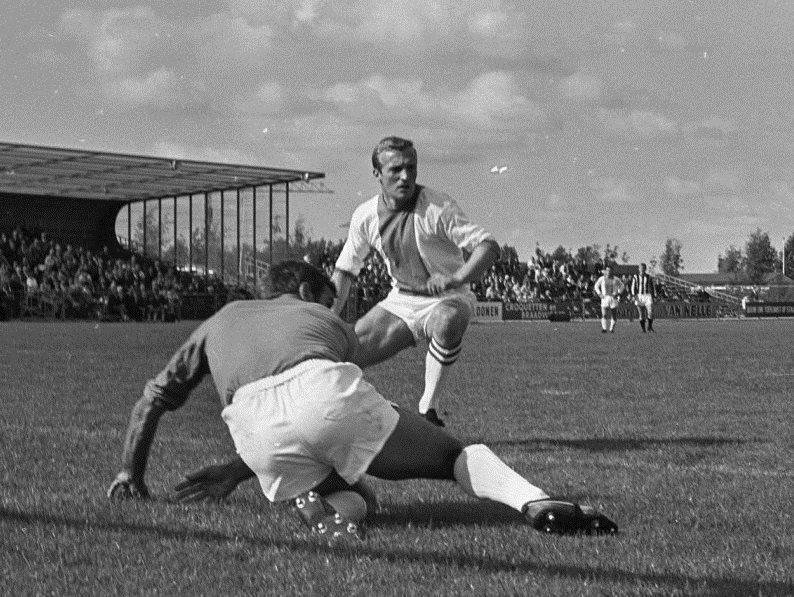
Энгелсма в матче «Де Волевейккерс» — «Велокс». 20 августа 1967

Первую игру в чемпионате он провёл 25 сентября дома против «Рапида». В первом полноценном сезоне в основном составе клуба Йохан провёл двадцать семь матчей, забив в них пять голов, в том числе в ворота «Аякса». По итогам сезона его команда заняла предпоследнее 17-место и выбыла в первый дивизион. 
Летом 1961 года, по просьбе самого игрока, Энгелсма был выставлен на трансфер, однако он всё же остался в команде и отыграл один сезон.
В июле 1962 года перешёл в клуб РКХ из Хемстеде. По данным издания «De Telegraaf», его трансфер обошёлся в 15 тысяч гульденов. В турнире второго дивизиона дебютировал 26 августа и сразу отметился голом в победном матче с ПЕК. 20-летний центральный нападающий быстро стал главной ударной силой «чёрно-синих», забивая практически в каждом матче чемпионата.
Два года спустя вернулся в Амстердам и подписал контракт с клубом «Де Волевейккерс». В сезоне 1964/65 он занял с командой девятое место в чемпионате первого дивизиона. В следующем сезоне Йохан стал лучшим бомбардиром команды, забив в чемпионате 17 голов. В общей сложности форвард выступал за команду на протяжении пяти сезонов.
Летом 1969 года Йохан стал фигурой трансферного конфликта, в котором также участвовал его клуб и команда «Блау-Вит». В конечном итоге 27-летний футболист оказался в клубе «Велокс» из Утрехта. Затем выступал за ЭДО из Харлема.

## Сборная Нидерландов
С шестнадцати лет выступал за юношескую сборную, где также играл его одноклубник Боб Вестра. В феврале 1959 года он был включён в заявку сборной на чемпионат Европы среди юниоров, который должен был пройти в Болгарии. На турнире Йохан забил гол в матче с хозяевами турнира, болгарами, однако его команда не вышла из группы, заняв в ней только третье место.
В январе 1960 год вновь был вызван в юношескую сборную, которая готовилась под руководством Элека Шварца к чемпионату Европы среди юниоров. В первом матче турнира, состоявшемся 16 апреля в австрийском Линце, нидерландцы выиграли у греков с минимальным счётом 0:1. В трёх матчах Энгелсма забил один гол, но его команда вновь не смогла выйти из группы.
В августе 1961 года он забил два гола за военную сборную Нидерландов.

## Личная жизнь
Отец — Йоаннес (Йоп) Энгелсма, был родом из Амстердама, мать — Йоханна Элизабет (Бетс) Спор, родилась в Дордрехте.
Был женат дважды. В первый раз женился в возрасте двадцати двух лет — его супругой стала 22-летняя Стоффелина Хендрина ван Дрил, уроженка Харлема. Их брак был зарегистрирован 6 ноября 1964 года в Харлеме. В браке родилось двое детей.
Энгелсма был торговцем марок. Его магазин Leidse Postzegelhandel находился в Лейдене по адресу Врауэнстег 3, у него также был дом-филиал в Харлеме на Клеверпарквег 130. Его второй супругой была Эдит Йоханна Хесселс, чья мать была владелицей магазина марок в центре Харлема. Брак между ними был зарегистрирован 26 февраля 1987 года в Харлеме.
Умер 11 сентября 1998 года в Харлеме в возрасте 56 лет. После его смерти Эдит продолжила торговать марками и позже вышла замуж.

## Статистика выступлений

### Клубная карьера
| Клуб             | Сезон            | Лига | Лига | Кубок | Кубок | Итого | Итого |
| Клуб             | Сезон            | Игры | Голы | Игры  | Голы  | Игры  | Голы  |
| ---------------- | ---------------- | ---- | ---- | ----- | ----- | ----- | ----- |
| Аякс             | 1958/59          | 0    | 0    | 1     | 0     | 1     | 0     |
| Аякс             | Итого            | 0    | 0    | 1     | 0     | 1     | 0     |
| Алкмар ’54       | 1960/61          | 27   | 5    | 5     | 4     | 32    | 9     |
| Алкмар ’54       | 1961/62          | 15   | 2    | 1     | 0     | 16    | 2     |
| Алкмар ’54       | Итого            | 42   | 7    | 6     | 4     | 48    | 11    |
| РКХ              | 1962/63          | 26   | 14   | 1+    | 0     | 27    | 14    |
| РКХ              | 1963/64          | 22   | 8    | ?     | 0     | 22    | 8     |
| РКХ              | Итого            | 48   | 22   | 1+    | 0     | 49    | 22    |
| Де Волевейккерс  | 1964/65          | 24   | 10   | 2     | 0     | 30    | 0     |
| Де Волевейккерс  | 1965/66          | 28   | 15   | 1+    | 2     | 29    | 17    |
| Де Волевейккерс  | 1966/67          | 36   | 12   | —     | —     | 36    | 12    |
| Де Волевейккерс  | 1967/68          | 26   | 9    | ?     | 0     | 26    | 9     |
| Де Волевейккерс  | 1968/69          | 7    | 0    | 1     | 1     | 8     | 1     |
| Де Волевейккерс  | Итого            | 121  | 46   | 4+    | 3     | 125   | 49    |
| Велокс           | 1969/70          | 29   | 10   | 2     | 0     | 31    | 10    |
| Велокс           | Итого            | 29   | 10   | 2     | 0     | 31    | 10    |
| ЭДО              | 1970/71          | 13   | 1    | 1     | 0     | 14    | 1     |
| ЭДО              | Итого            | 13   | 1    | 1     | 0     | 14    | 1     |
| Всего за карьеру | Всего за карьеру | 253  | 86   | 15+   | 7     | 268   | 93    |

### Выступления за сборную
| Матчи и голы Йохана Энгелсма за юношескую сборную Нидерландов | Матчи и голы Йохана Энгелсма за юношескую сборную Нидерландов | Матчи и голы Йохана Энгелсма за юношескую сборную Нидерландов | Матчи и голы Йохана Энгелсма за юношескую сборную Нидерландов | Матчи и голы Йохана Энгелсма за юношескую сборную Нидерландов | Матчи и голы Йохана Энгелсма за юношескую сборную Нидерландов | Матчи и голы Йохана Энгелсма за юношескую сборную Нидерландов |
| ------------------------------------------------------------- | ------------------------------------------------------------- | ------------------------------------------------------------- | ------------------------------------------------------------- | ------------------------------------------------------------- | ------------------------------------------------------------- | ------------------------------------------------------------- |
| №                                                             | Дата                                                          | Место проведения                                              | Соперник                                                      | Счёт                                                          | Голы                                                          | Соревнование                                                  |
| 1                                                             | 28 марта 1959                                                 | София                                                         | Болгария                                                      | 3:1                                                           | 1                                                             | Юниорский турнир УЕФА 1959                                    |
| 2                                                             | 9 марта 1960                                                  | Бреда                                                         | Бельгия                                                       | 2:4                                                           | 2                                                             | Товарищеский матч                                             |
| 3                                                             | 16 апреля 1960                                                | Линц                                                          | Греция                                                        | 0:1                                                           | 1                                                             | Юниорский турнир УЕФА 1960                                    |
| 4                                                             | 18 апреля 1960                                                | Винер-Нойштадт                                                | Португалия                                                    | 2:1                                                           | -                                                             | Юниорский турнир УЕФА 1960                                    |
| 5                                                             | 20 апреля 1960                                                | Санкт-Пёльтен                                                 | Италия                                                        | 0:1                                                           | -                                                             | Юниорский турнир УЕФА 1960                                    |

Итого: 5 матчей / 4 гола; 2 победы, 3 поражения